# La 10
La 10 fue un canal de televisión abierta español, operado por SGT Net TV, que a su vez forma parte del Grupo Vocento. Fue lanzado el 20 de septiembre de 2010 y cerrado el 1 de enero de 2012, siendo reemplazado por Paramount Channel.

## Historia
El canal había sido lanzado en 2005 como Punto TV. En octubre de 2006, se emitía en 39 provincias por televisión analógica terrestre con una audiencia potencial de 12 millones de personas. En mayo de 2008, Punto TV dejó de emitir como cadena y pasó a ser un distribuidor de contenidos, que las televisiones asociadas podrían situar como quisieran en su parrilla, y además sigue encargándose de la comercialización para los anunciantes nacionales en estas cadenas.
A partir de ahí, las licencias de Punto TV fueron ocupadas por canales también de Vocento. Estos canales, a día de hoy, son: Canal 10, M7, Albacete TeVe, Ciudad Real TeVe, Cuenca TeVe, Guadalajara TeVe, Toledo TeVe, Urbe TV, Ceuta TV, Álava 7 TV, Teledonosti, Bizkaia TV, Televisión Rioja y La Verdad TV.
En 2010, Vocento planteó desarrollar una especie de FORTA privada en la TDT para agrupar a varias de sus cadenas autonómicas y locales bajo una marca. Las cadenas elegidas para el proyecto eran: Avista TV (Andalucía), Las Provincias TV (Comunidad Valenciana), Canal 6 (Región de Murcia), Onda 6 (Comunidad de Madrid), Televisión Rioja (La Rioja), Álava 7 TV (provincia de Álava), Teledonosti (provincia de Guipúzcoa) y Bilbovisión (provincia de Vizcaya). Finalmente ocurrió y nació La 10, una red privada de televisiones autonómicas del Grupo Vocento que se puso en marcha en la TDT en ese mismo año, gracias a sus concesiones de licencias. Las televisiones autonómicas y locales de Vocento apostaban por contenidos de proximidad, y estaban apoyadas en un posicionamiento multimedia y multisoporte que permitía aprovechar al máximo las sinergias existentes y liderar las audiencias en las provincias en las que operaba. Los canales poseían licencias regionales en la Comunidad de Madrid, Comunidad Valenciana, Andalucía, Región de Murcia, La Rioja y, aunque más bien locales, en Euskadi. Estos canales fueron lanzados el 17 de mayo, excepto en Andalucía, que comenzaron el 22 de marzo en pruebas y el 4 de mayo de forma oficial. El 20 de septiembre, comenzó a emitir un nuevo canal a nivel nacional con el nombre de La 10, con los mismos contenidos que los canales autonómicos. Estos canales han seguido diferentes evoluciones: dos de las tres entes vascas volvieron a sus antiguas denominaciones (Álava 7 TV y Teledonosti), La 10 Bizkaia pasó a ser Bizkaia TV (en lugar de su nombre original BilboVisión); en la Región de Murcia se convirtió en La Verdad TV y en La Rioja recuperará su antiguo nombre: Televisión Rioja. En cuanto a La 10 Madrid, La 10 Andalucía y La 10 Comunidad Valenciana, continuaron durante varias semanas emitiendo los contenidos de La 10, a la espera de ver si alguna otra empresa audiovisual aceptaba los requisitos que imponía Vocento y se hacía cargo de la gestión, pues no resulta ni rentable económicamente ni compatible en términos legales que ofrezcan la misma programación que emite La 10 a través de su señal nacional. Finalmente Vocento alcanzó un acuerdo con la empresa Smile Advertising y el 25 de octubre de 2010 comenzó sus emisiones en pruebas por estas frecuencias el canal Metropolitan TV, con una programación generalista e informativa, aunque con gran cantidad de contenidos de comunicación comercial. Las emisiones regulares de Metropolitan TV comenzaron el 1 de noviembre de 2010 y finalizaron el 20 de febrero de 2013.
Diez días después de su lanzamiento a nivel nacional, el 30 de septiembre de 2010, La 10 empezó a ser distribuida en ONO. También fue incluida en la parrilla de Euskaltel, Movistar TV y R.
Tras su ruptura en 2008 con TVE, Euronews regresó a la televisión abierta española por medio de un acuerdo con La 10. Emitió desde el 29 de abril de 2011, durante una hora y media diaria, contenidos repartidos en tres franjas en La 10: de lunes a viernes se podía seguir de 7:00 a 7:30, de 9:00 a 9:30 y de 14:30 a 15:00. Los sábados y los domingos, la emisión era de 10:00 a 10:30, de 12:30 a 15:00 y de 1:00 a 1:30. Sus emisiones comenzaron con la cobertura en vivo de la boda real entre los príncipes británicos Guillermo y Catalina de Cambridge. Poco tiempo después, debido a la escasa audiencia que seguía las noticias de Euronews, La 10 dejó de emitir este espacio.
El 20 de septiembre de 2011, día de su primer aniversario, Vocento anunció que, como no había podido consolidar su proyecto generalista con La 10, había decidido cesar la producción propia despidiendo a una plantilla de 14 trabajadores del canal entre redactores, cámaras, realizadores y productores. También se anunció el cierre del canal y el alquiler de su licencia, por lo que desde entonces, La 10 se mantuvo a la espera de ser gestionada por una empresa nacional o extranjera.
Puesto que Vocento no logró asentar su última marca generalista a nivel nacional, La 10 cerró el 1 de enero de 2012 a las 22:00 tras más de tres meses sin emitir contenidos de producción propia, durante los cuales se entablaron conversaciones con diversos proveedores para sustituir al canal. Dos días antes, Vocento anunció que ya tenía firmado un acuerdo de explotación con un socio de origen extranjero para la emisión de un canal de entretenimiento temático que iniciaría su actividad durante el primer trimestre. Tras el cierre de la generalista del grupo, La Tienda en Casa, un canal de comunicación comercial gestionado por El Corte Inglés, ocupó su frecuencia hasta el inicio de emisiones del nuevo canal, que llegó durante en el mes de abril de 2012. Finalmente, el 1 de marzo de 2012, se anunció el lanzamiento de Paramount Channel, propiedad de Viacom International Media Networks (VIMN), que finalmente reemplazó La 10 el 22 de marzo de 2012.

## Programación
La 10 contaba desde sus inicios con programas tanto de producción propia como ajena, pero al no asentarse con unas audiencias decentes durante su primer año de emisiones, Vocento decidió eliminar la producción propia pasando a contar con programas de producción ajena (series y cine) y programas pregrabados. Desde entonces, la oferta cinematográfica se caracterizaba por la variedad de ficción nacional e internacional, cargada de intriga, acción y romance, con películas para todos los gustos y públicos en Cine 10, además de Cine Western, el contenedor de películas del oeste. También, entre sus diversas series, destacaban las series nacionales e internacionales y las telenovelas. Además, La 10 se caracterizaba por varios programas, algunos de los cuales nos enseñaban muchos consejos y otros de humor; también emitía los mejores programas de coches y documentales de caza en España y en el extranjero.
Desde el 29 de abril de 2011, el canal europeo de noticias Euronews emitió sus contenidos, durante una hora y media diaria, repartidos en tres franjas en La 10. Gracias al acuerdo entre Euronews y Vocento, las emisiones del canal de noticias dentro de La 10 comenzaron con el enlace real entre los duques de Cambridge. Poco tiempo después, debido a la escasa audiencia que seguía las noticias de Euronews, La 10 dejó de emitir este espacio. El 20 de septiembre de 2011, La 10 eliminó de su programación La 10 Noticias, eliminando así toda su producción propia.
Su primera emisión a nivel nacional fue la de la serie animada Mi vida de robot adolescente y su última emisión fue la del programa Área Zapping. También, el canal tenía varias series animadas de Nickelodeon como ¡Oye, Arnold! o Rugrats: Aventuras en pañales.

## Entes autonómicos que pertenecieron a La 10
(Anteriormente todos estos canales pertenecieron a la red Punto TV).
| Comunidad Autónoma   | Nombre del canal de televisión              | Nombre anterior a La 10 | Tiempo de emisión                              | Actualidad |
| -------------------- | ------------------------------------------- | --- | ---------------------------------------------- | --- |
| País Vasco           | La 10 Bizkaia La 10 Álava La 10 Teledonosti | Bilbovisión (Vizcaya) Álava 7 TV (Álava) Teledonosti (Guipúzcoa)                                                                                                  | 17 de mayo de 2010 - 20 de septiembre de 2010  | La 10 Bizkaia pasó a ser BizkaiaTV y La 10 Álava y La 10 Teledonosti volvieron a ser Álava 7 TV y Teledonosti, respectivamente. |
| Comunidad Valenciana | La 10 Comunidad Valenciana                  | Las Provincias TV | 17 de mayo de 2010 - 20 de septiembre de 2010  | La 10 Comunidad Valenciana cesó sus emisiones. Durante varias semanas La 10 emitió simultáneamente a través de la señal nacional y la autonómica. El 25 de octubre de 2010 fue sustituida por Metropolitan TV, que cesó sus emisiones el 20 de febrero de 2013. Posteriormente, emitieron la señal de Ehs.TV hasta su sustitución por BOM Cine. |
| Andalucía            | La 10 Andalucía                             | Sevilla TV (Sevilla) Onda Mezquita (Córdoba) Teleonuba (Huelva) Jaén TV (Jaén) Ondaluz TV (Cádiz) Teleideal (Granada) Canal Málaga (Málaga) Canal Sí TV (Almería) | 22 de marzo de 2010 - 20 de septiembre de 2010 | La 10 Andalucía cesó sus emisiones. Durante varias semanas La 10 emitió simultáneamente a través de la señal nacional y la autonómica. El 25 de octubre de 2010 fue sustituida por Metropolitan TV, que cesó sus emisiones el 20 de febrero de 2013. Posteriormente, emitieron la señal de Ehs.TV hasta su sustitución por BOM Cine.            |
| Comunidad de Madrid  | La 10 Madrid                                | Onda 6 | 17 de mayo de 2010 - 20 de septiembre de 2010  | La 10 Madrid cesó sus emisiones en TDT. Durante varias semanas La 10 emitió simultáneamente a través de la señal nacional y la autonómica. El 25 de octubre de 2010 fue sustituida por Metropolitan TV, que cesó sus emisiones el 20 de febrero de 2013. Posteriormente, emitieron la señal de Ehs.TV hasta su sustitución por BOM Cine.        |
| Región de Murcia     | La 10 Región de Murcia                      | Canal 6 | 17 de mayo de 2010 - 20 de septiembre de 2010  | La 10 Región de Murcia pasó a ser La Verdad TV. Sin embargo, esta cadena cesó sus emisiones el 20 de junio de 2012, siendo sustituida por Metropolitan TV. Esta última cesó sus emisiones el 20 de febrero de 2013 y, posteriormente, emitieron la señal de Ehs.TV hasta su sustitución por BOM Cine.                                           |
| La Rioja             | La 10 Rioja                                 | Televisión Rioja | 17 de mayo de 2010 - 20 de septiembre de 2010  | La 10 Rioja volvió a ser Televisión Rioja. |

## Audiencias
| Año  | Enero | Febrero | Marzo | Abril | Mayo | Junio | Julio | Agosto | Septiembre | Octubre | Noviembre | Diciembre | Media anual |
| ---- | ----- | ------- | ----- | ----- | ---- | ----- | ----- | ------ | ---------- | ------- | --------- | --------- | ----------- |
| 2010 | -     | -       | -     | -     | -    | -     | -     | -      | 0,1%**     | 1,3%    | 1,3%      | 1,3%      | 1,3%        |
| 2011 | 1,3%  | 1,4%    | 1,5%  | 1,5%  | 1,6% | 1,2%  | 1,2%  | 1,4%   | 1,3%       | 1,2%    | 0,3%*     | 0,2%      | 0,2%        |

* Máximo histórico. | ** Mínima histórico.